# Ульзийт (Дундговь)
Ульзийт — сомон у Середньо-Гобійському аймаці Монголії. Територія 15,4 тис. км², населення 2,9 тис. чол. Центр — селище Рашаант, розташований на відстані 98 км від міста Мандалговь та у 350 км від Улан-Батора.

## Рельєф
Багато невисоких гір та мілких річок та озер

## Клімат
Різкоконтинентальний клімат. Середня температура січня −15-20 градусів, липня +20 градусів, щорічна норма опадів 150 мм.

## Економіка
Багатий на родовища залізної руди, вапняку, свинцю, шпату.

## Тваринний світ
Водяться дикі кози, лисиці, корсаки, дикі кішки-манули, зайці.

## Соціальна сфера
Школа, лікарня, сфера обслуговування.